# Вейн (Мічиган)
Вейн (англ. Wayne) — місто (англ. city) в США, в окрузі Вейн штату Мічиган, на північний захід від Детройта. Населення — 17 713 особи (2020).
Компанія Ford Motors має тут два заводи зі збирання автомобілів модельного ряду Ford Expedition і Lincoln Navigator — на одному і Ford Focus — на іншому.

## Географія
Вейн розташований за координатами 42°16′37″ пн. ш. 83°23′17″ зх. д. / 42.27694° пн. ш. 83.38806° зх. д. (42.276913, -83.388148).  За даними Бюро перепису населення США в 2010 році місто мало площу 15,59 км², з яких 15,59 км² — суходіл та 0,00 км² — водойми.

## Демографія
Згідно з переписом 2010 року, у місті мешкали 17 593 особи в 7055 домогосподарствах у складі 4450 родин. Густота населення становила 1128 осіб/км².  Було 7824 помешкання (502/км²).
Расовий склад населення:
| - 76,3 % — білих - 17,1 % — чорних або афроамериканців - 2,1 % — азіатів - 0,5 % — корінних американців - 1,0 % — осіб інших рас |

До двох чи більше рас належало 3,0 %. Частка іспаномовних становила 3,4 % від усіх жителів.
За віковим діапазоном населення розподілялося таким чином: 23,5 % — особи молодші 18 років, 64,0 % — особи у віці 18—64 років, 12,5 % — особи у віці 65 років та старші. Медіана віку мешканця становила 38,6 року. На 100 осіб жіночої статі у місті припадало 93,1 чоловіків;  на 100 жінок у віці від 18 років та старших — 90,0 чоловіків також старших 18 років.
Середній дохід на одне домашнє господарство  становив 48 473 долари США (медіана — 39 352), а середній дохід на одну сім'ю — 55 051 долар (медіана — 47 963). Медіана доходів становила 38 863 долари для чоловіків та 33 140 доларів для жінок. За межею бідності перебувало 22,8 % осіб, у тому числі 36,2 % дітей у віці до 18 років та 14,5 % осіб у віці 65 років та старших.
Цивільне працевлаштоване населення становило 7657 осіб. Основні галузі зайнятості: освіта, охорона здоров'я та соціальна допомога — 18,9 %, виробництво — 16,5 %, роздрібна торгівля — 14,5 %.

## Галерея

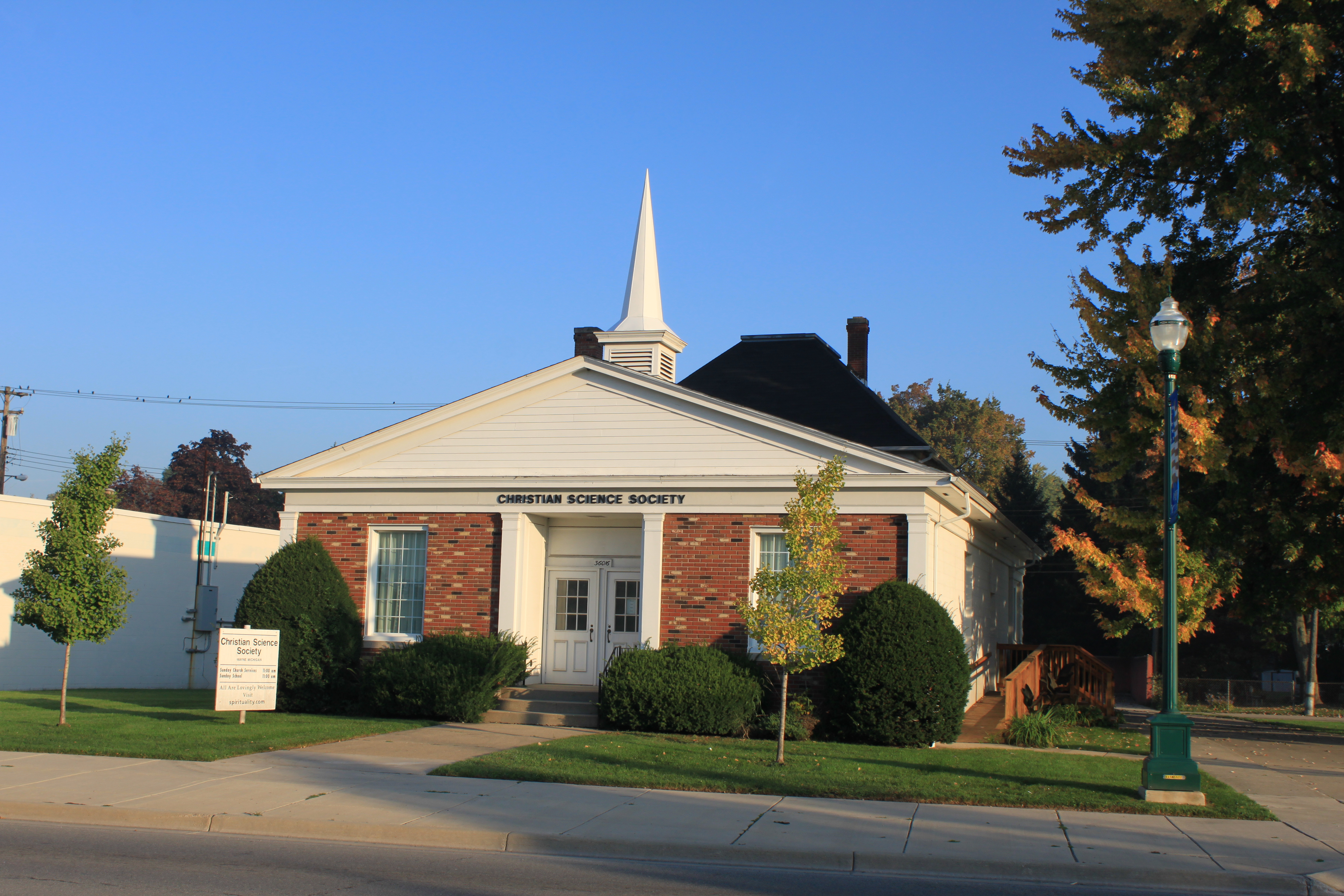
Christian Science Society
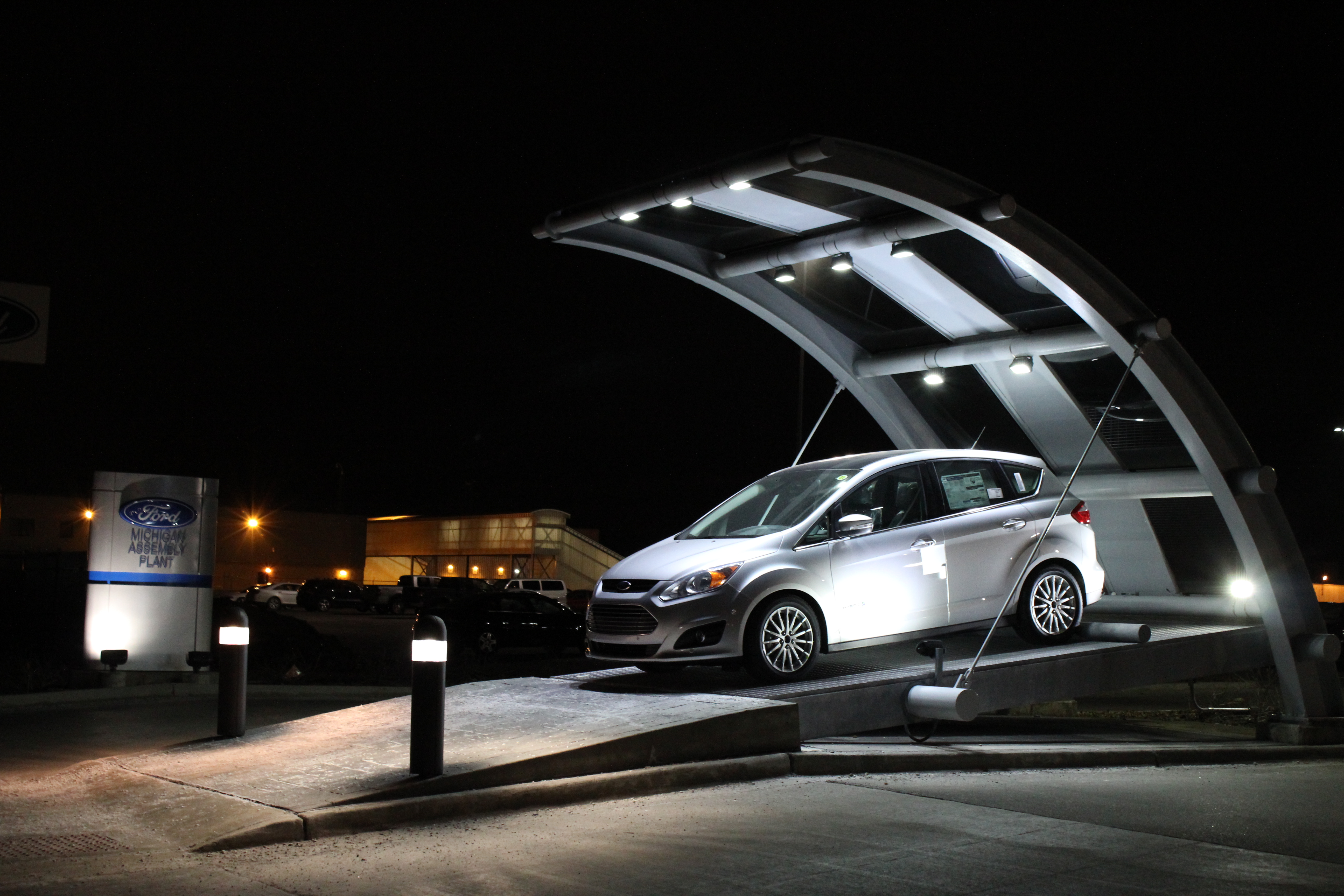
Ford C-Max Hybrid Automobile on Display at the Entrance to the Ford Michigan Assembly Plant
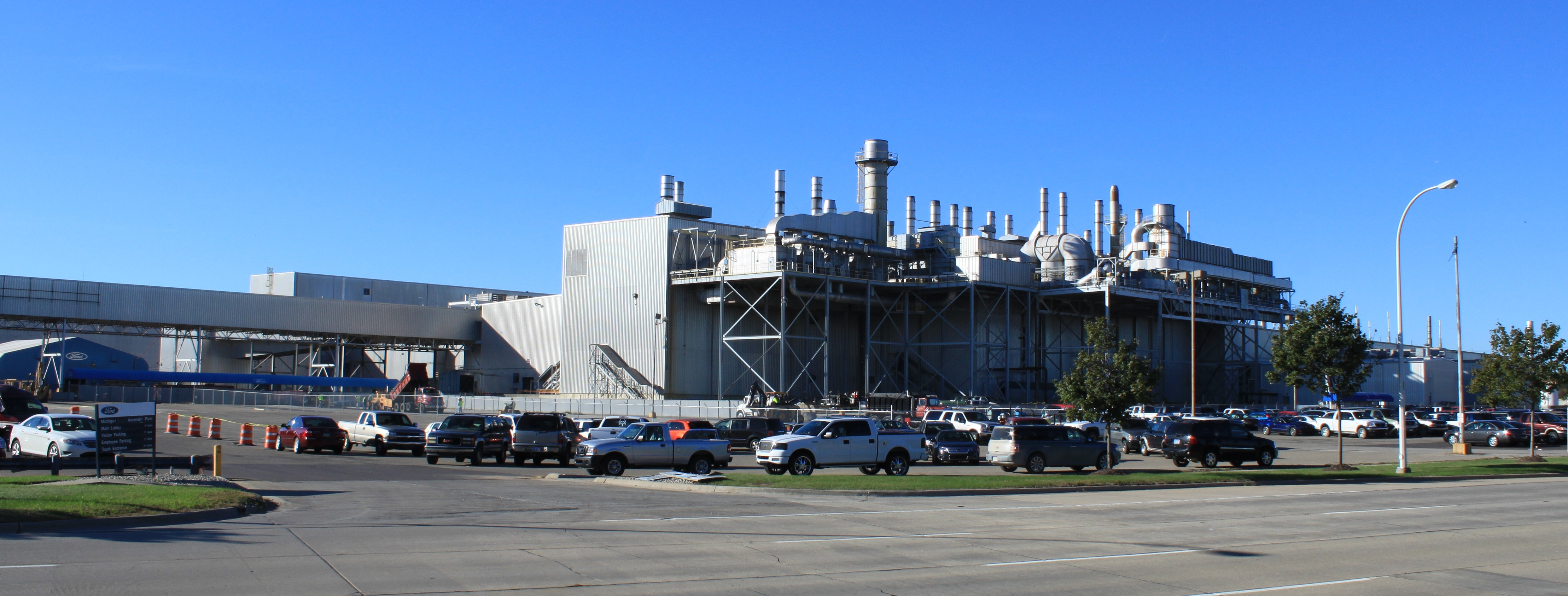
Ford Michigan Assembly Plant
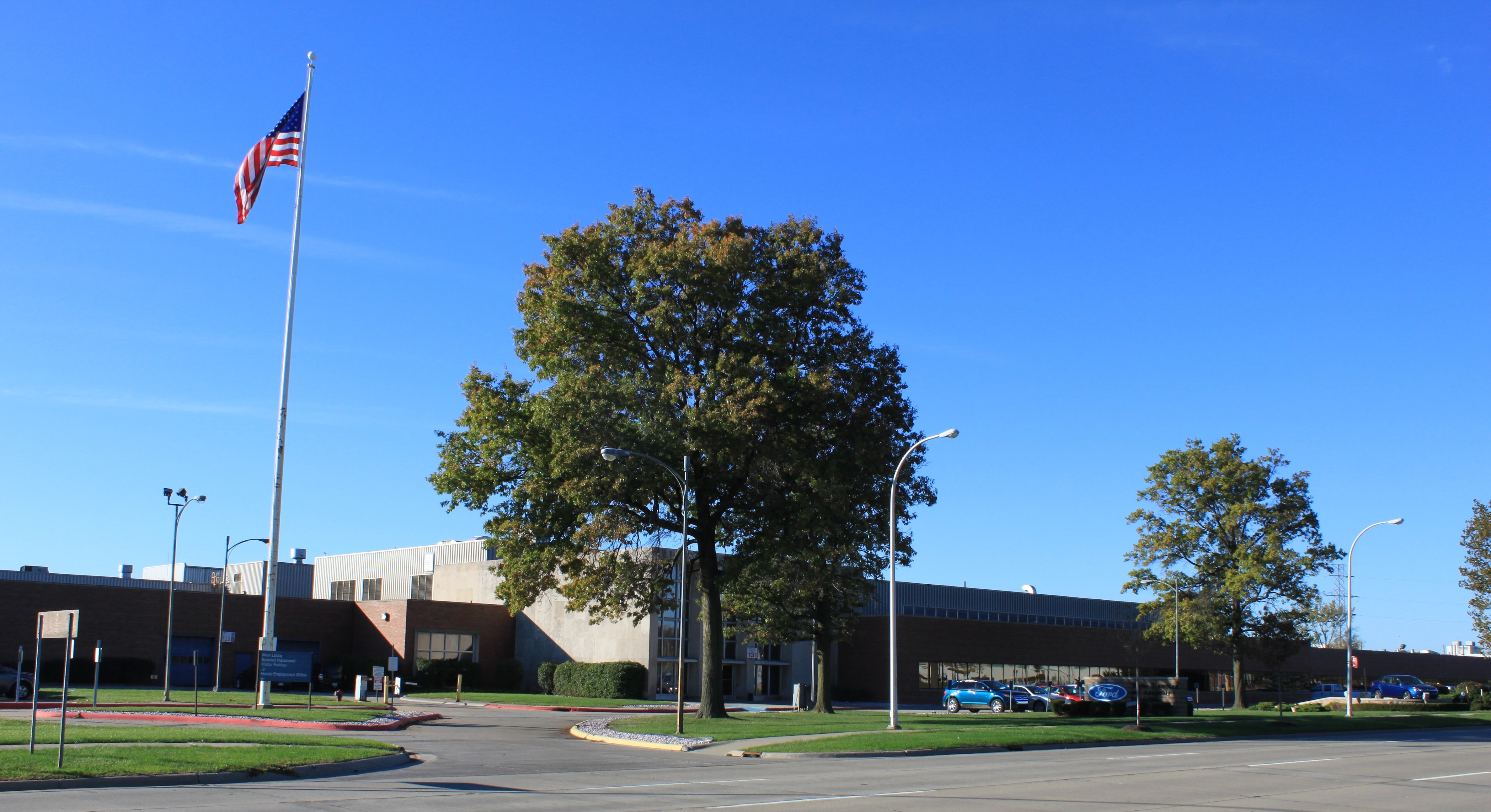
Ford Wayne Stamping & Assembly Plant
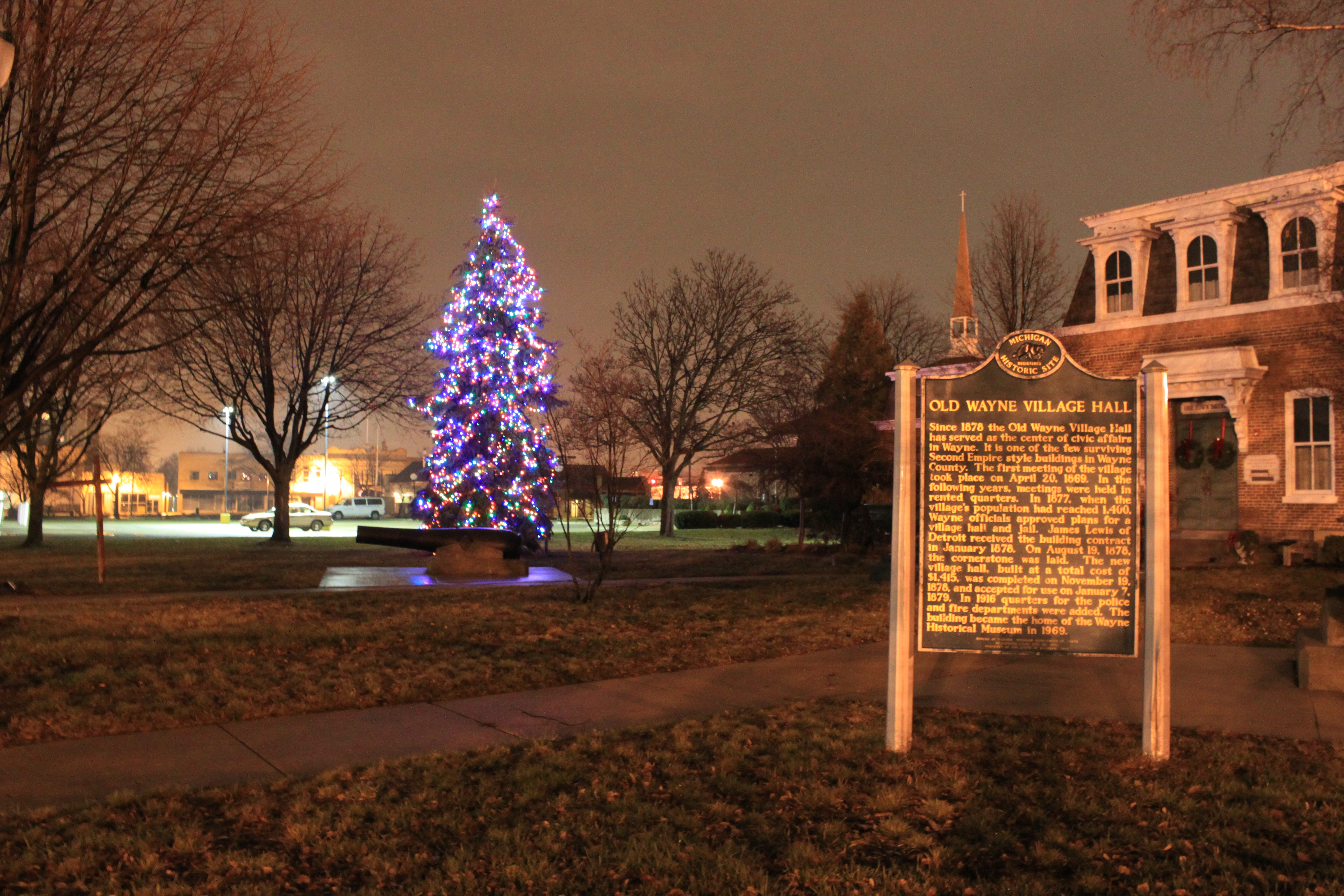
Illuminated Christmas Tree at Old Wayne Village Hall
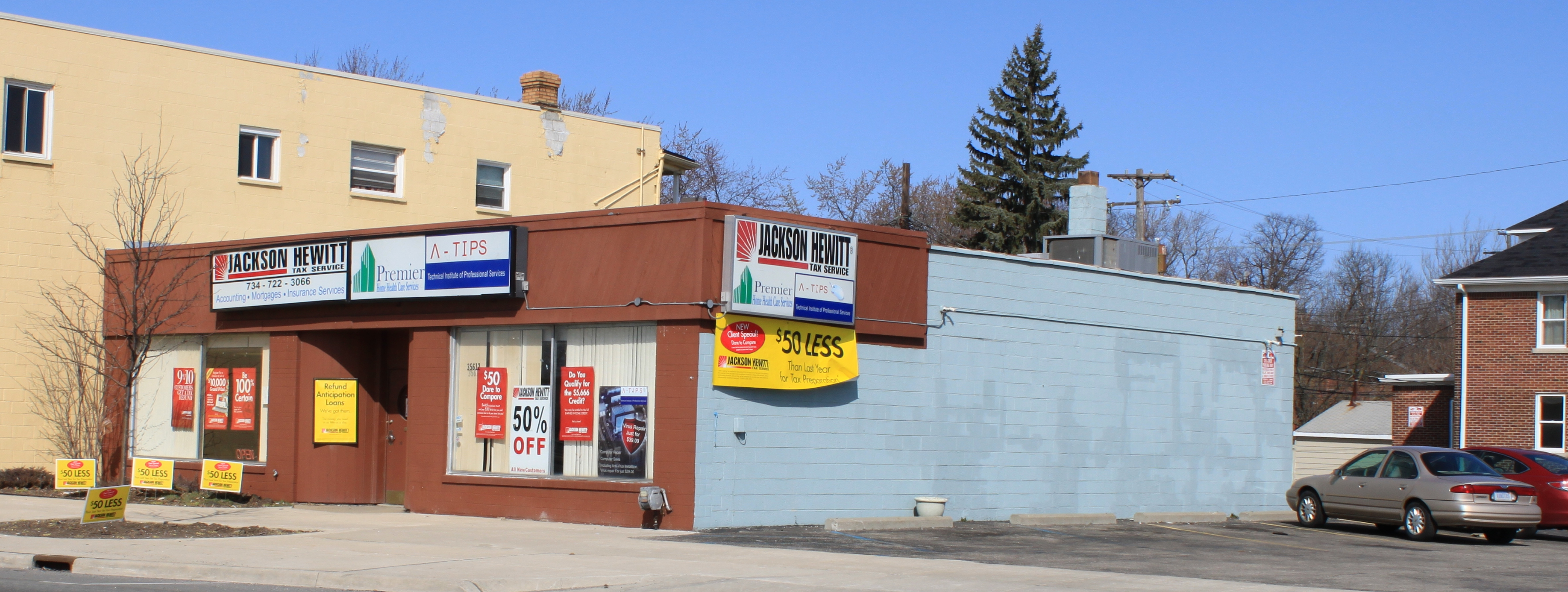
Jackson Hewitt office Wayne Michigan
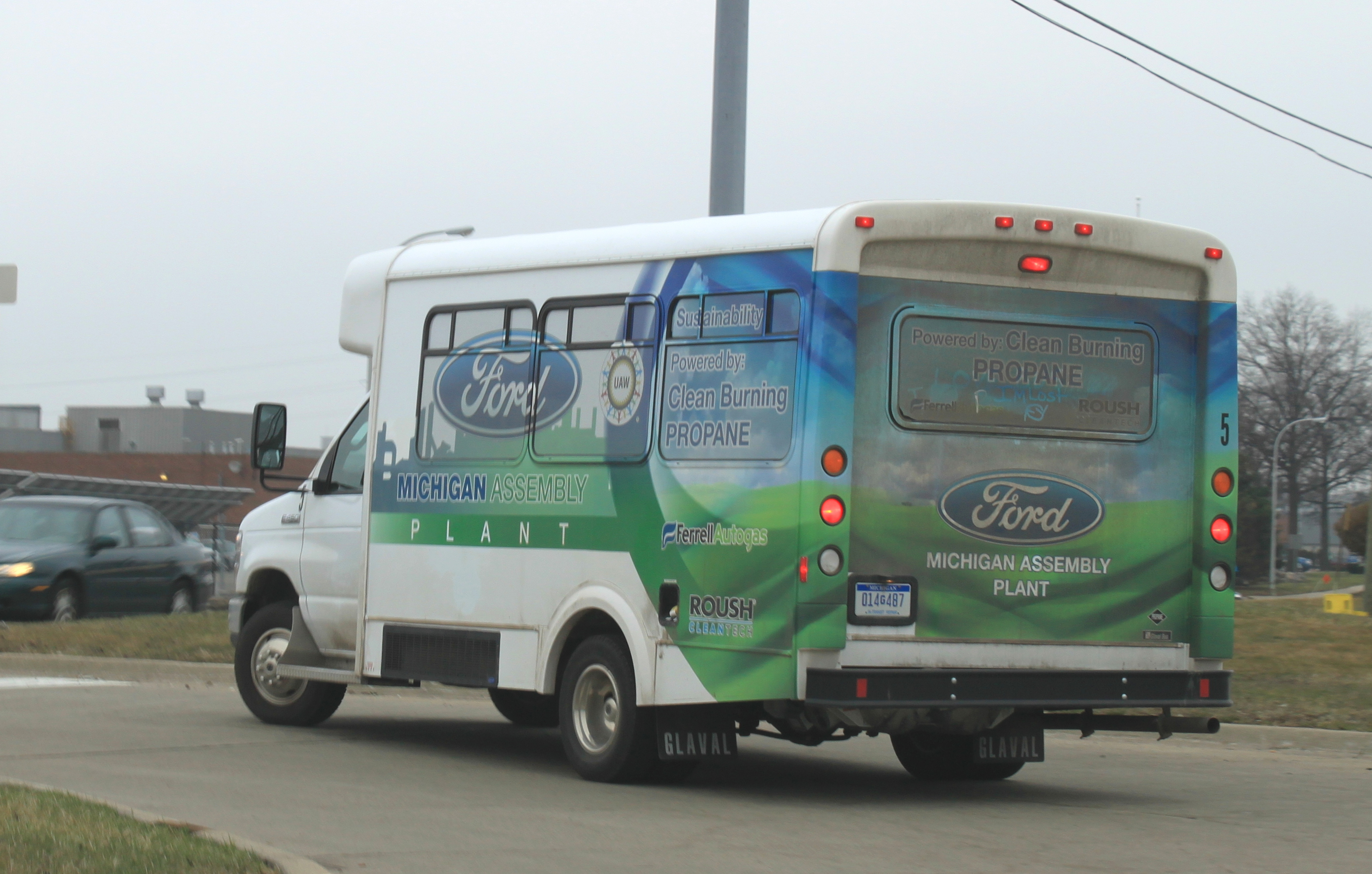
Propane-powered Ford van Wayne Michigan
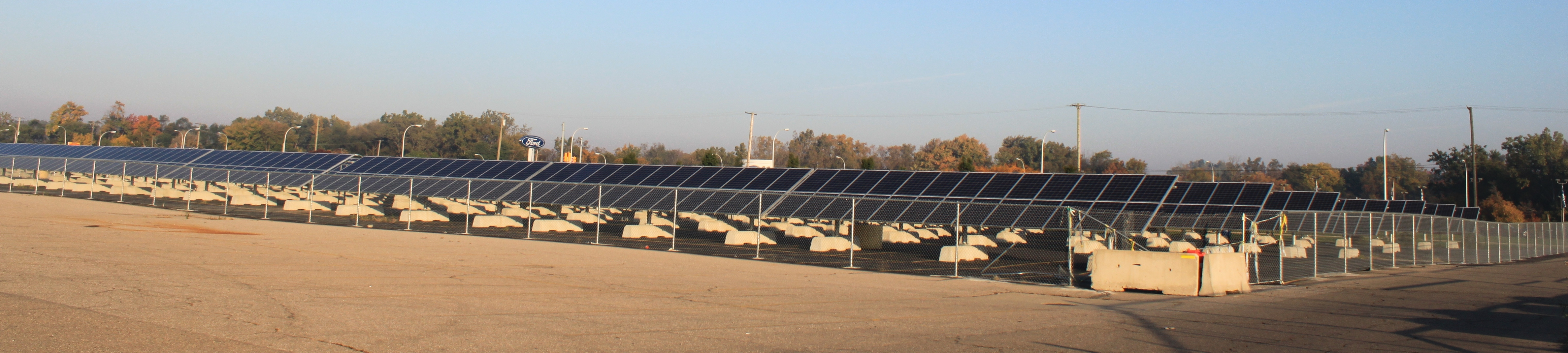
Solar Currents Photovoltaic (PV) Panels Installation, Ford Wayne Assembly Plant, Michigan Avenue
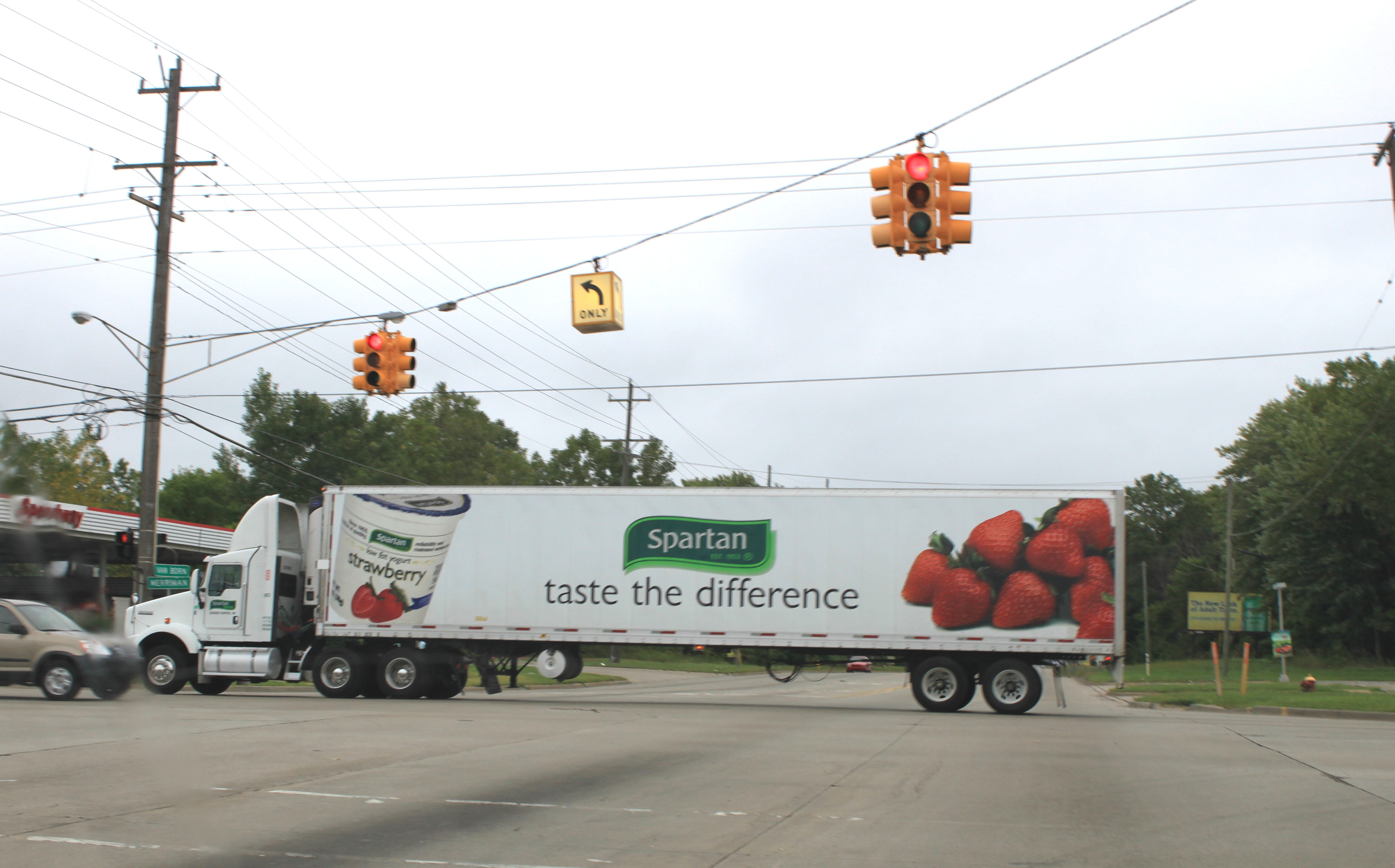
Spartan delivery truck Romulus Michigan
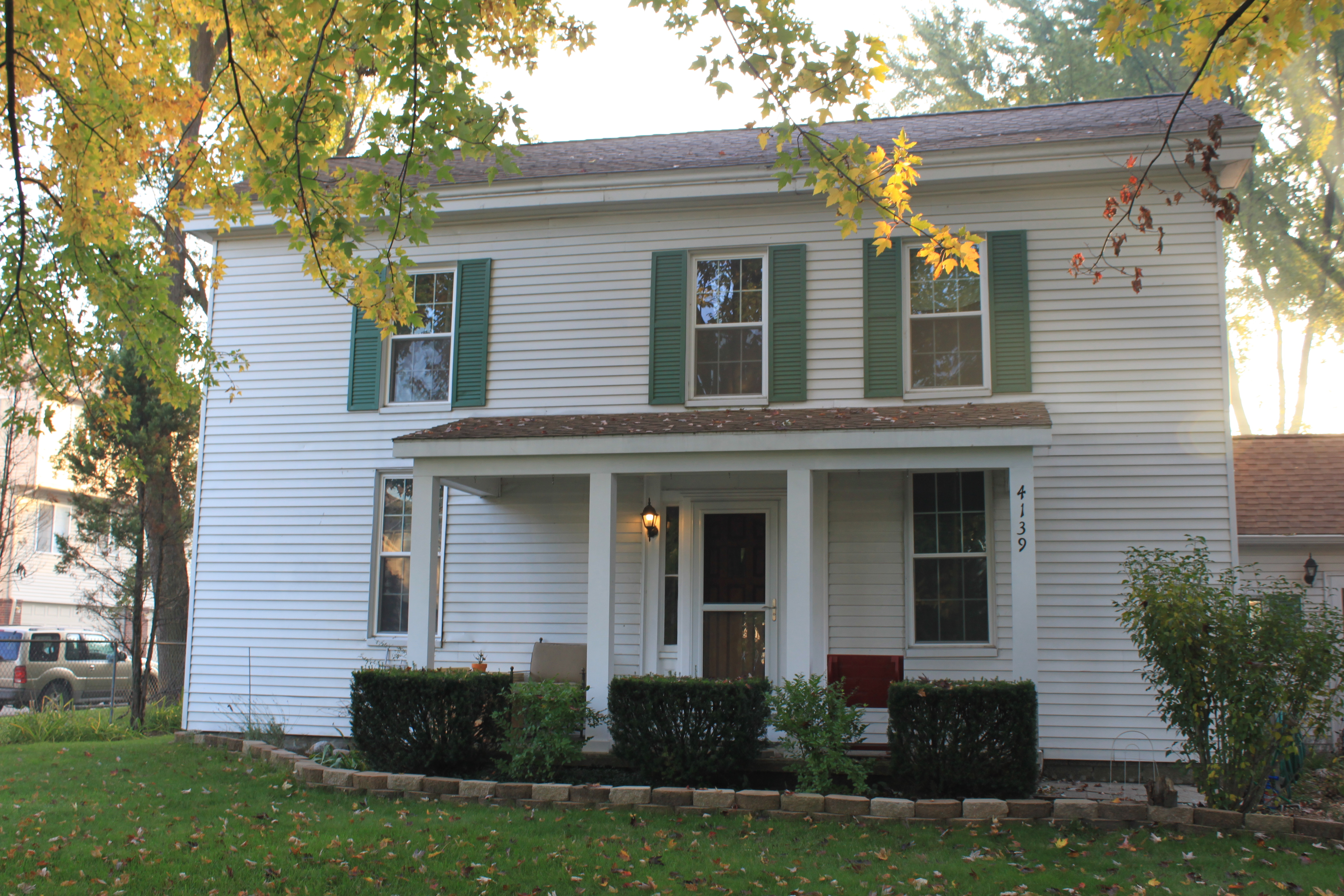
Spencer Eisenlord House historic site Wayne Michigan
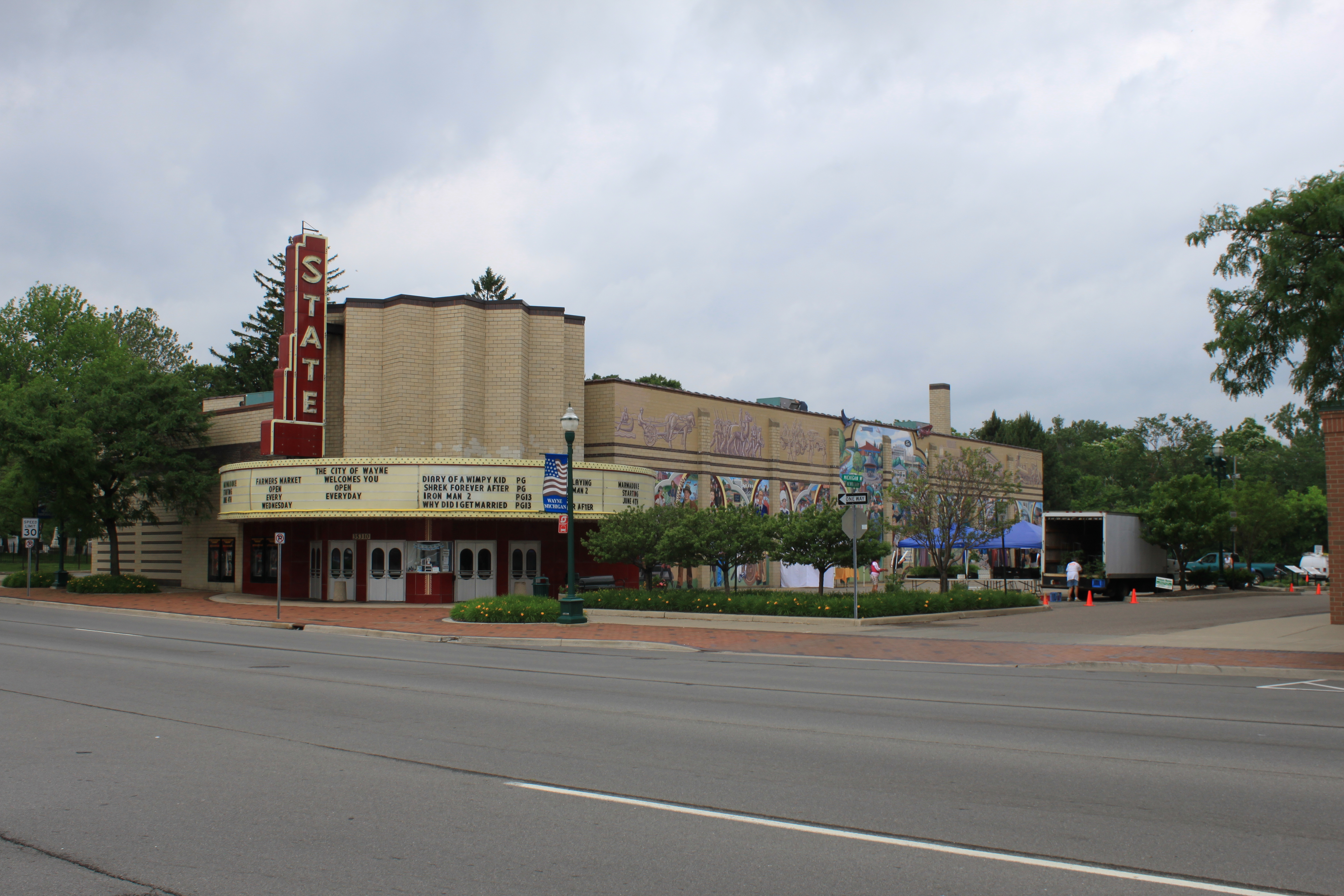
State Wayne Theater, Wayne Michigan
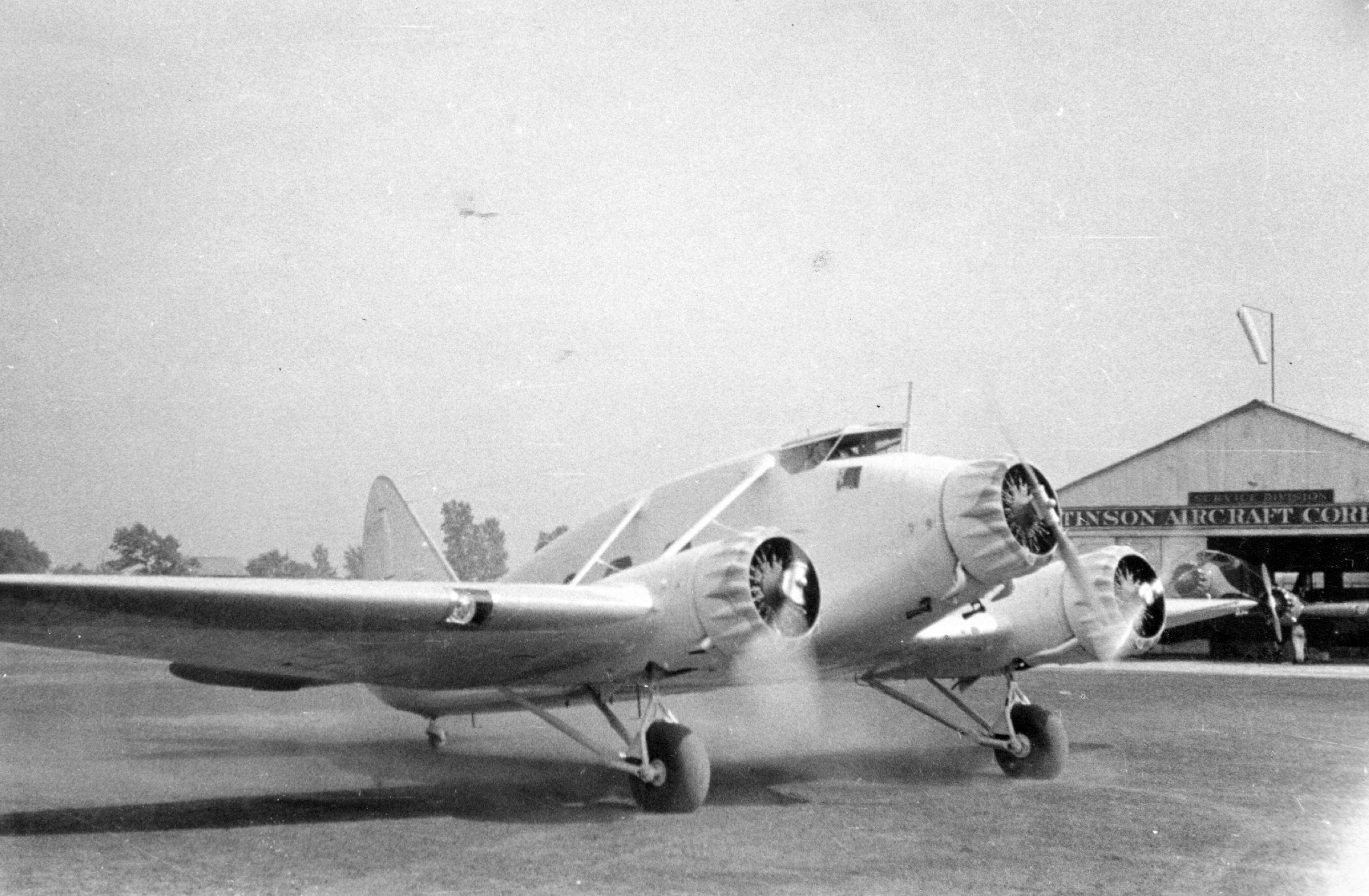
Stinson A
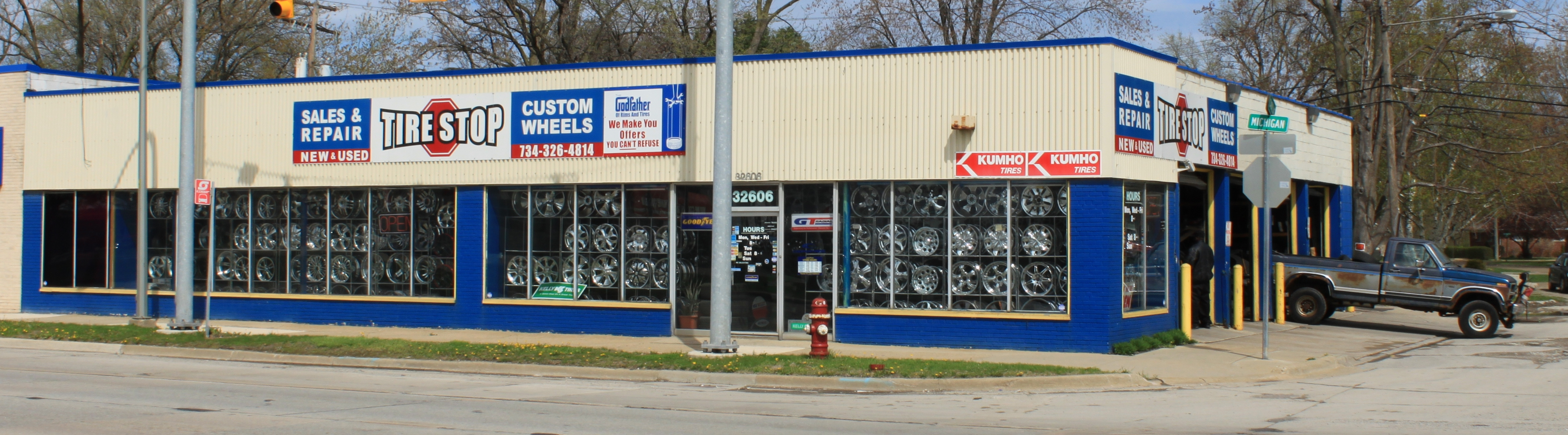
Tire Stop tire and rim retailer Wayne Michigan
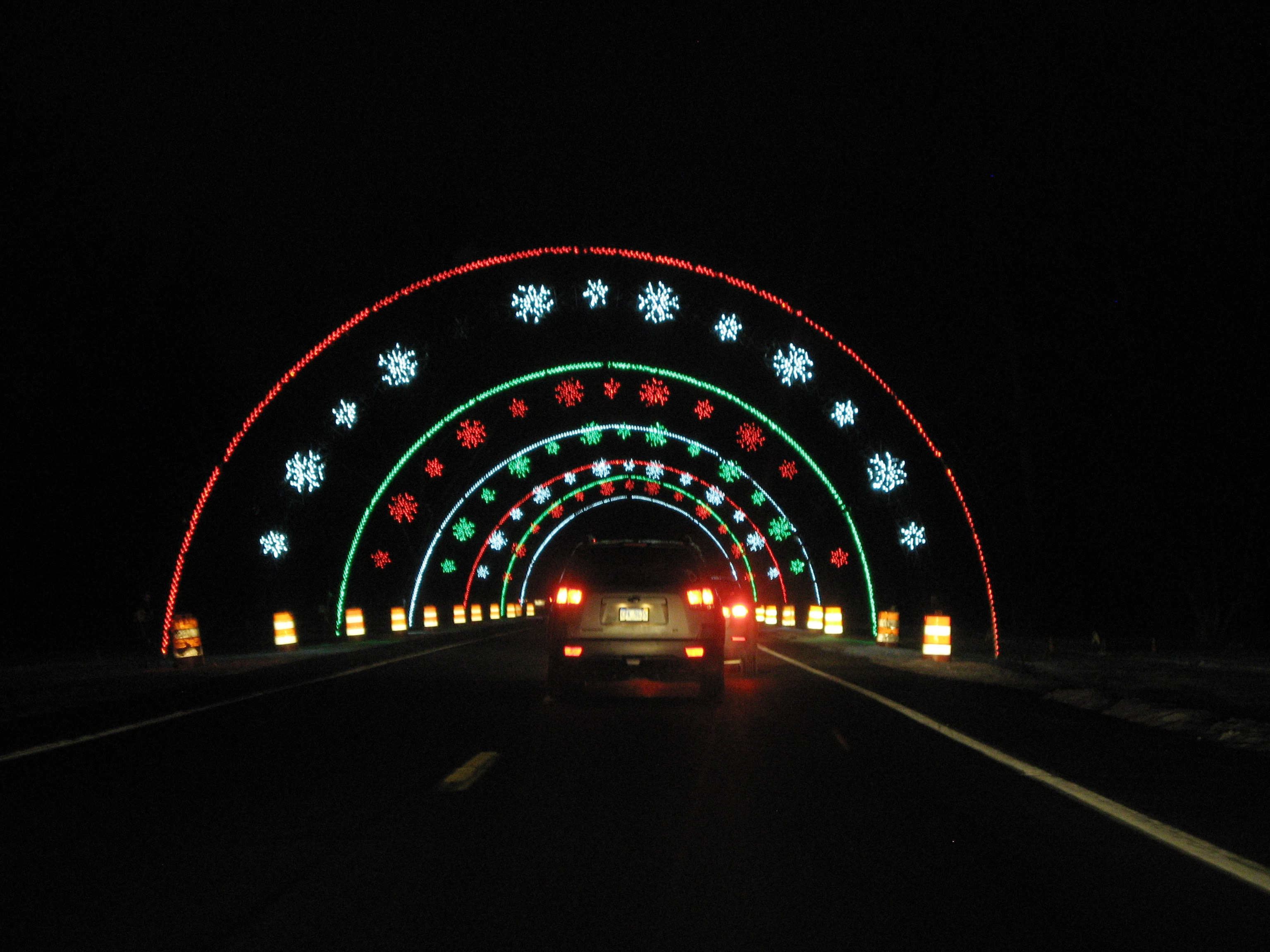
Wayne county lighfest
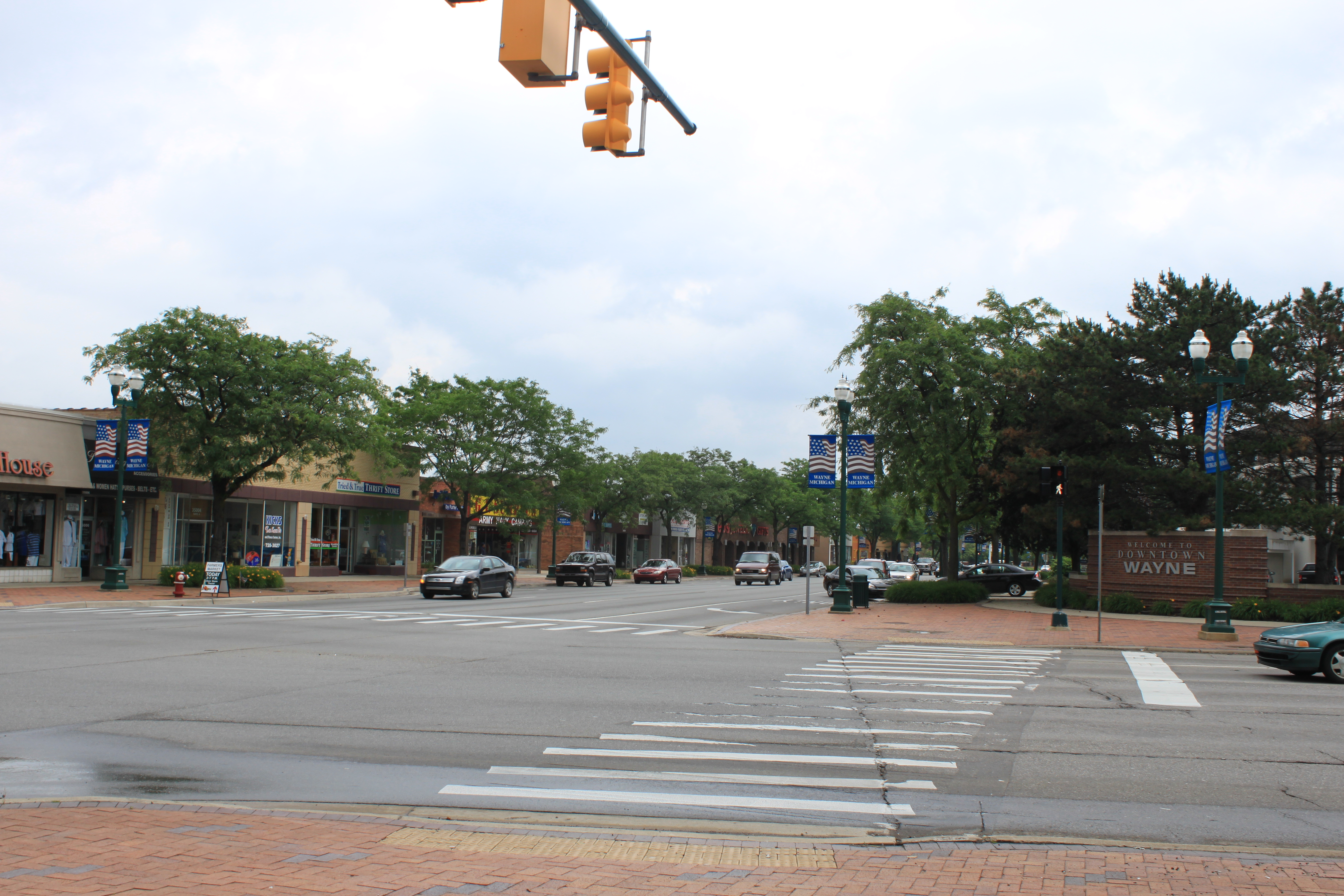
Wayne Michigan Downtown
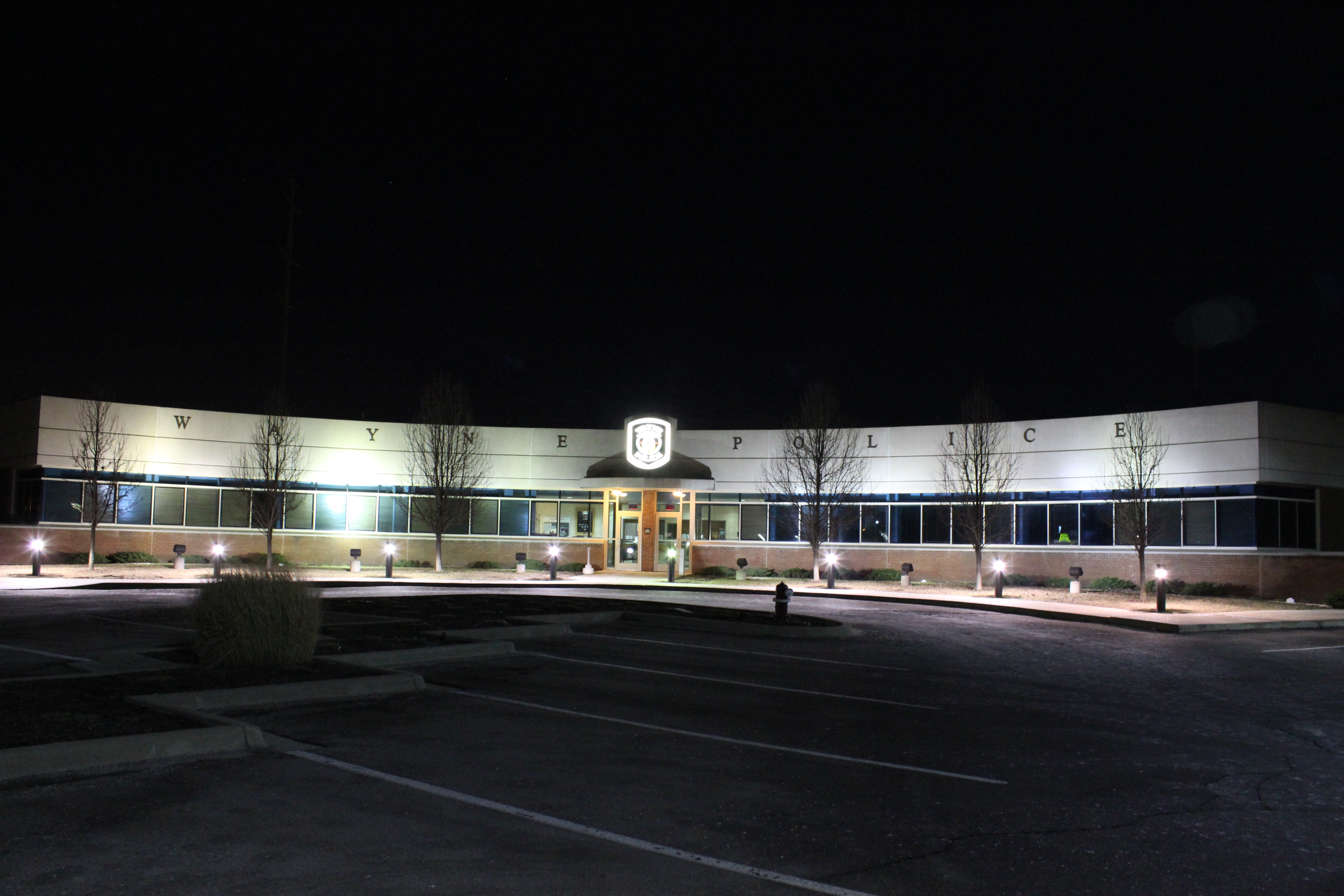
Wayne Michigan Police Station
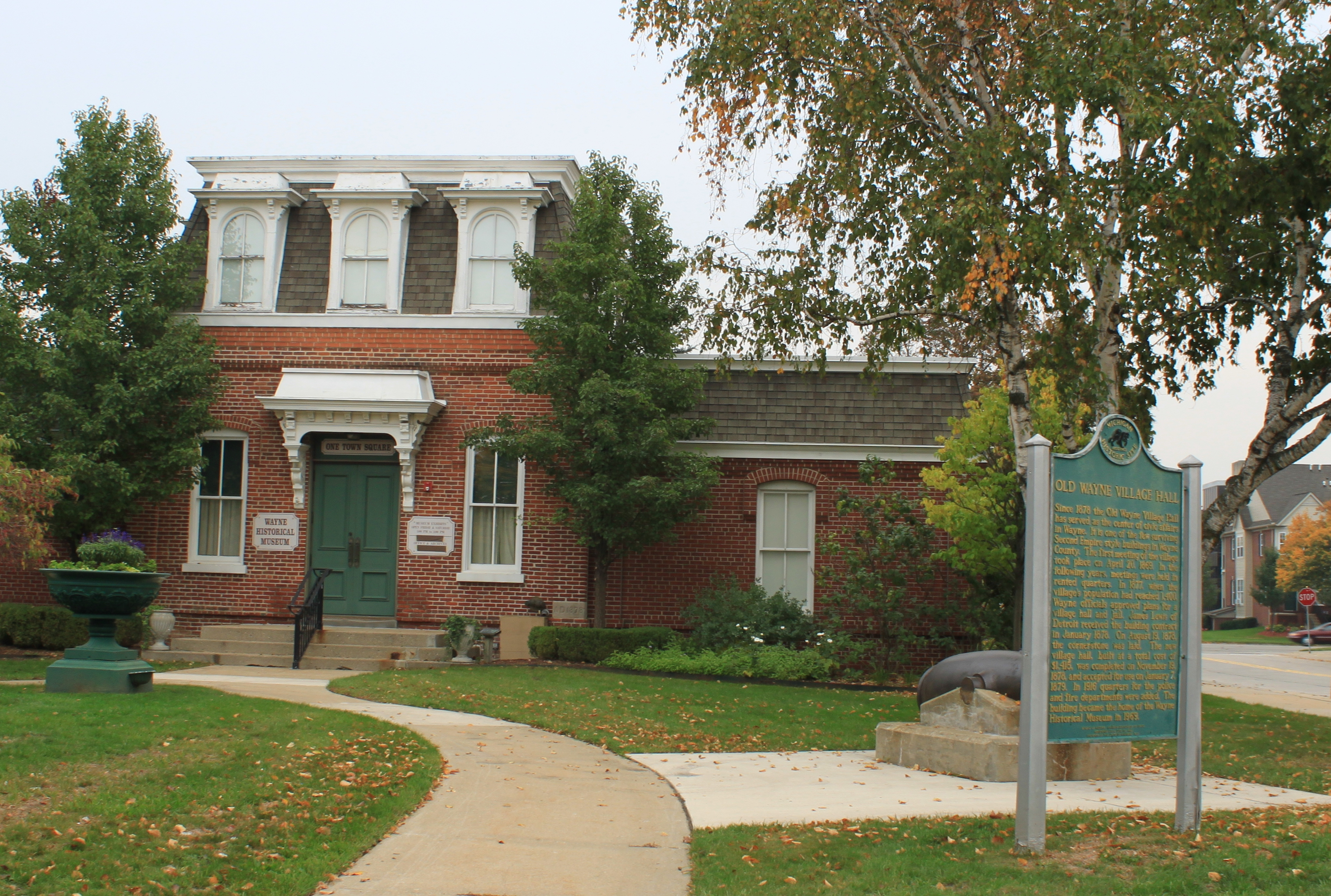
Wayne Village Hall historic site